# Ed Powers

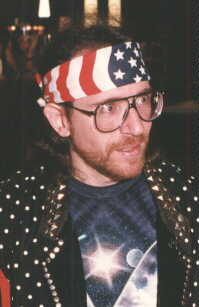
Ed Powers

Ed Powers (* 25. Oktober 1954 in Brooklyn, New York City, als Mark Arnold Krinsky) ist ein US-amerikanischer Pornodarsteller, -regisseur und -produzent. Im Vor- und Abspann mancher Filme tritt er auch als Edward Powers oder Mark Arnold auf.
Von 1970 bis 1978 war Powers als Helfer in der Sozialarbeit in einem Wohnkomplex in Brooklyn tätig. Seit 1978 trat er am Broadway  in New York City bei erotischen Varieté-Veranstaltungen auf. 1985 spielte er zum ersten Mal in einem Hardcore-Porno mit.
1989 initiierte Ed Powers zusammen mit Jamie Gillis die äußerst erfolgreiche Pornoserie Dirty Debutantes. Bis 2007 wurden 369 Folgen gedreht. Nahezu alle Folgen laufen nach demselben Schema ab: Powers (oder ein anderer Darsteller) spricht auf der Straße eine junge Frau zwischen 18 Jahren und Anfang 20 an und lädt sie zu sich ein. Dort stellt er ihr vor laufender Kamera (aus dem Off) zunächst persönliche Fragen überredet sie dann, sich auszuziehen und diverse Körperteile zu präsentieren. Schließlich tritt er selbst vor die Kamera und vollzieht mit der jungen Dame sexuelle Handlungen. Bisweilen kommt noch ein zweiter Mann (oft Jamie Gillis) dazu. Dem Zuschauer erscheint es dabei so, als handele es sich um spontanen Sex mit Zufallsbekanntschaften. In Wirklichkeit wurden die Darstellerinnen natürlich vorher gecastet. Allerdings handelt es sich in der Tat um „Debütantinnen“, die zuvor noch über keine oder wenig Branchenerfahrung verfügten. Eine Reihe von später bekannten Pornodarstellerinnen begann ihre Karriere mit einem Auftritt bei Dirty Debutantes, etwa Sunrise Adams, Carmen Luvana, Anna Malle, Bridget Powers und Aurora Snow. Das Format von Dirty Debutantes fand Nachahmer in vielen Ländern.
Um 2000 war Powers in Los Angeles Moderator einer beliebten erotischen Radio-Talkshow namens Bedtime Stories. Als Co-Moderatorinnen zog er einige seiner Darstellerinnen hinzu, zeitweise z. B. Bridget Powers.
Ed Powers wurde sowohl in die AVN Hall of Fame als auch in die XRCO Hall of Fame aufgenommen. Als Darsteller, Regisseur und Produzent war er bisher an mehr als 700 Produktionen beteiligt.
Ed Powers’ „Markenzeichen“ sind schwarze Socken und eine Brille mit schwarzem Rand. Diese Utensilien legt er auch beim Sex vor der Kamera nicht ab.